# 羅克 (堪薩斯州)
羅克為美國堪薩斯州考利縣的一座非建制地區。海拔高度358公尺（1,175英尺），聯邦資料處理標準代碼為20-60400，地名資訊系統編號為470206。

## 歷史

### 19世紀
此社區的郵政局於1870年8月12日開設至今。位於社區附近的布赫爾橋（Bucher Bridge）已被列入至國家史蹟名錄中。
1877年，弗洛倫斯，埃爾多拉多和沃爾納特瓦利鐵路公司興建一條從弗洛倫斯至埃爾多拉多的鐵路支線；1881年，鐵路延伸至道格拉斯，最後則到阿肯色城。艾奇遜，托皮卡和聖塔菲鐵路租借經營此鐵路線。從弗洛倫斯至埃爾多拉多的鐵路線已於1942年廢線。原初鐵路支線為連接弗洛倫斯、伯恩斯、迪格拉夫、埃爾多拉多、奧古斯塔、道格拉斯、羅克、阿克倫、溫菲爾德及阿肯色城等地區。

### 20世紀
1978年8月24日，位於此社區北方2.5英里的泰坦二號運載火箭發射點（533-7）發生了一起嚴重的氧化劑洩漏事故，此洩漏事故造成遠在20英里以外的麥康奈爾空軍基地第381戰略導彈聯隊中的兩名空軍人員身亡。

### 21世紀
2010年，美國政府擴建位於羅克東方約2.5英里、貫穿巴特勒縣南北部的基石輸油管，由於稅收豁免以及環境問題等而備受爭議（假如漏油已經發生）。名為「羅克」（Rock）的管線站為沿著基石輸油管修建而成。

## 外部連結
- History of Rock, Kansas
- Keystone Oil Pipeline, Detailed system map (near Rock)

## 延伸閱讀
考利縣
- History of Cowley County Kansas; D.A. Millington / E.P. Greer; Winfield Courier; 162 pages; 1901. (Download 16MB PDF eBook)

堪薩斯州
- History of the State of Kansas; William G. Cutler; A.T. Andreas Publisher; 1883. (Online HTML eBook) （页面存档备份，存于）
- Kansas : A Cyclopedia of State History, Embracing Events, Institutions, Industries, Counties, Cities, Towns, Prominent Persons, Etc; 3 Volumes; Frank W. Blackmar; Standard Publishing Co; 944 / 955 / 824 pages; 1912. (Volume1 - Download 54MB PDF eBook), (Volume2 - Download 53MB PDF eBook), (Volume3 - Download 33MB PDF eBook)